# Kylix
Kylix — інтегроване середовище розробки для платформи Linux мовами Object Pascal і C/C++.

## Назва
Назва Kylix походить від античної посудини килікс (грец. κύλιξ, лат. calix). Тим самим продовжується почата в засобах розробки давньогрецька тема: Дельфи (Delphi), оракул (Oracle) (див. Дельфійський оракул). Разом з тим суфікс -ix вказує, що цей продукт стосується операційної системи Unix.

## Опис
Borland Kylix — це інструмент для перенесення середовища розробки Delphi в операційну систему Linux.
В 2002 році компанія-розробник Borland припинила підтримку продукту через збитки, які він приносив.
Kylix може використовуватися для перенесення написаного в Delphi застосунку Microsoft Windows на Linux, або для написання програм, які працюватимуть на обох платформах. ОСкільки при встановленні Kylix модифікувалася система, то середовище працює зі старими версіями дистрибутивів Linux, що випускалися на момент припинення підтримки середовища, тобто на 2002 рік. Гарантовано Kylix 3 працює тільки на ядрах серії 2.2 і 2.4. Патчі для пізніших версій ядра в більшості випадків не вирішують проблеми. Проте двійкові файли, скомпільовані в Kylix, працюють і в сучасних системах, навіть у тих, в яких сам Kylix запустити неможливо.
Крім того, успішно можна використовувати консольний компілятор dcc, що постачається в складі дистрибутиву Kylix. Таким чином, можна створювати працездатні застосунки, використовуючи традиційні для *nix систем Make-файли.

## CrossKylix
Крім того, існує безкоштовний набір засобів для інтегрування компілятора Borland Kylix (Delphi для Linux) в IDE Delphi для Windows — CrossKylix. Цей проєкт було створено для тих, хто хоче розвивати кросплатформні застосунки з Delphi, без необхідності постійно перемикатися між Linux/Kylix і Windows/Delphi. Проєкт найкраще підходить для використання у вебзастосунках, пакетах і компонентах, також підтримуються крос-візуальні проєкти CLX.
Дотепер для розробки кросплатформних застосунків Delphi було необхідно мати окремо встановлену Linux (або на окремому комп'ютері, або в віртуальній машині на зразок VMWare). З CrossKylix замість цього необхідно тільки побудувати свій проєкт за допомогою компілятора Kylix безпосередньо всередині вашого IDE Windows Delphi.
Альтернативою для перенесення програм з Delphi є також програмне середовище Lazarus, яке належить до вільного програмного забезпечення і має часткову сумісність з Delphi.